# Castro de Torroso
O Castro de Torroso é um sítio arqueológico, um castro pertencente à Cultura Castreja, descoberto no concelho de Mos de jeito fortuito na primavera de 1983 e escavado com posterioridade entre  1984 e 1990. Estima-se que teve um período de ocupação muito curto, de princípios do século VII a.C. até o final da mesma centúria, sem que se constatassem posteriores períodos de reocupação.
Seu estudo é de especial interesse, já que apresenta um povoado castrejo da etapa inicial desta cultura empregando um sistema arquitetônico baseado na pedra, o que faz matizar diversas teorias que mantêm um processo de "petrificação" da cultura castreja de jeito evolutivo.

## Situação
O castro situa-se na paróquia de San Mamede de Torroso, no concelho de Mos, na comarca de Vigo, perto do limite com a paróquia de San Mamede de Petelos. Fica a uma altitude altura acima do nível do mar de 135 metros, na margem direita no alto do vale do rio Louro, afluente do  Minho. Ocupa um lugar privilegiado na geografia que a modo de anfiteatro se abre para Sul (à zona meridional da Depressão Meridiana) e protegido a Leste pelos Montes do Galleiro e a Oeste pela Serra do Galiñeiro. Fica a 8 km em linha reta da ria de Vigo. Perto do sítio são abundosos os mananciais e cursos de água.
Trata-se de um castro de terrenos de pouca pendente, com um claro domínio dos chãos com pendentes inferiores a 5% e rodeado de ladeiras dentre 5 e 10%.

## Descoberta
Os temporais do inverno tiraram várias árvores, o qual facilitou que na primavera de 1983 Justo J. González Ballesta e Manuel Domínguez Domínguez descobrissem entre as raizames pedaços de cerâmica, que recolheram e mostraram à equipa do Museu de Pontevedra, que comprovou que se tratava de cerâmica de tipologia castreja, razão pela qual promoveram um plano de escavações sistemáticas.

## Escavações arqueológicas

### Campanhas de1984-1990
O diário de escavação, inventários e achados conservam-se no Museu Provincial de Pontevedra.
Partindo dos correspondentes levantamentos planimétricos em detalhe do terreno, o enfoque metodológico das escavações esteve desde o princípio muito condicionado pela necessidade da obtenção, em alguns casos, e a não obtenção do pertinente licença dos numerosos proprietários particulares dos terrenos onde se localiza o sítio. Isto levou a que os trabalhos arqueológicos se centrassem na zona do eirado e no parapeito Sudoeste.
Esta limitação também impediu a consolidação, para sua posta em valor, das estruturas arquitetônicas descobertas, pelo qual para uma melhor conservação foi procedida a um cuidadoso cobrimento das estruturas descobertas.
As escavações conceberam-se tomando como referência o sistema teórico de coordenadas cartesianas, formando uma retícula base de quadrados de cinco metros de lado.
Estratigrafia:
As zonas escavadas em profundeza apresentaram uma sucessão estratigráfica bastante clara. Porém, sua interpretação não é muito fácil, já que estas camadas só foram percebidas nos terrenos de recheio do terraço, pelo qual o processo formativo das camadas sedimentares deve ser cuidadosamente analisado.
Detectaram-se seis camadas estratigráficas:
1. Camada I. Hipoteticamente representaria a sexta e última fase de ocupação, no final do século VII a.C.
2. Camada II. Representa a quinta fase de ocupação e é muito similar a anterior.
3. Camada III. Quarta fase de ocupação. Apresenta um solo muito pisado e em algumas partes fossilizado.
4. Camada IV. Pouco escavada, corresponderia à terceira fase de ocupação.
5. Camadas V e VI. As camadas mais profundas corresponderiam com as duas primeiras fases de ocupação do povoado, a princípios do século VII a.C. Porém, não se podem relacionar com nenhuma estrutura arquitetônica. Quanto ao demais não apresenta diferenças notáveis com as camadas anteriores.

Na interpretação destas camadas estratigráficas baralha-se a possibilidade de que se trate de ocupações temporárias por causa das obras de levantamento do povoado. Entre outras possíveis evidências:
- Que as camadas só se percebam na zona de recheios do recinto defensivo e o terraço.
- Que pedaços cerâmicos de uma mesma peça aparecessem em camadas e quadros diferentes.
- Que cada camada descansa sobre uma massa de entulho de inequívoca origem antrópica.

## Descrição
Como se diz, nas camadas estratigráficas V e VI não se encontraram estruturas arquitetônicas. Na camada estratigráfica IV, ao ter sido muito limitada a superfície posta ao descoberto, só se pode fazer referência ao achado de um murete feito de pedras quase sem trabalhar, entre as que apareceram bases de moinhos de vaivém, e do qual não se pode intuir sua função.
Na camada III destaparam-se construções de tosca alvenaria junto a restos de estruturas elaboradas com materiais perecíveis. Trata-se de muros de contenção de terras que carecem de qualquer tipo de cimentação. Enquanto as estruturas de materiais perecíveis reduz-se a ocos de postes (alguns conservam seus calços de pedra) que apresentam uma distribuição definindo em planta espaços semicirculares ou circulares que, junto aos indícios de combustão encontrados no centro de alguma delas, fazem pensar que se trate de espaços habitacionais.
De especial interesse foi a aparição nesta camada de uma massa compacta de barro de superfície plana e forma circular e outra com forma de paralelepípedo que poderia hipoteticamente fazer parte de um muro de adobe. Esta utilização, de ser confirmada em estudos posteriores, abriria um interessante caminho investigador para a interpretação do sítio.
Na camada II destaparam-se mais muros de aterraçamento e evidências de cabanas elaboradas com materiais perecíveis. Os muros são de melhor feitura, mas muito similares aos de anteriores camadas. Algo semelhante sucede com as cabanas nas quais se chega a evidenciar alguma esquina.
Volve-se a constatar a presença de fojos e valetas hemisféricas, já apreciadas na camada anterior, e das quais não se desconhece sua funcionalidade, sem que se pudessem obter evidências que confirmassem ou desmentissem a teoria geral sobre a função deste tipo de fojos entendendo que fossem empregados como silos ou lugares de armazenagem.
A camada I, segundo a equipa arqueológica que realizou os trabalhos, não somente corresponderia com o último período ocupacional mas que se trataria da única fase de ocupação em sentido estrito, interpretando-se as camadas remanescentes como as correspondentes a simples fases construtivas.
Diferenciam-se nesta camada dois grupos de estruturas:
- As presumivelmente habitacionais. O grupo está formado por três cabanas, uma de planta circular, uma segunda de planta "em espiral" e uma terceira de planta "mista":

A) A cabana de planta circular apresenta uns muros formados por duplo aparelho de alvenaria com as pedras melhor trabalhadas para o exterior e empregando como argamassa uma mistura de barro e saibro. O diâmetro da construção é de 7,20 metros, ultrapassando as medidas mais comuns no posterior desenvolvimento da cultura castreja. Porém, a espessura dos seus muros sim entram nessas médias habituais, fato que expõe muitas interrogantes sobre o sistema empregado para sua construção. A coberta deveu apoiar-se diretamente nos muros, já que não se encontraram evidências de ocos de postes. No interior da cabana, um solo pisado de escassa consistência apresenta no centro evidências de uma área de combustão com restos de bolotas e grãos de trigo carbonizados.
B) Esta cabana é de menores dimensões que a anterior, com um diâmetro aproximado de 5,5 metros. Tecnicamente é muito similar à anterior. Diferencia-se em que seus muros dispõem-se formando uma figura semelhante a uma espiral fechada, já que num ponto do Sudoeste o muro desdobra-se em Y, formando uma dependência que apareceu recheia de terra com restos cerâmicos, para logo retornar ao círculo à altura da entrada. Pelo momento carece-se de referências de plantas similares no âmbito dos castros galaicos. No interior apresenta um solo de muito pouca consistência e no centro evidências de combustão. No demais é de características muito semelhantes às da cabana circular.
C) A terceira cabana também é de grandes dimensões com um eixo maior de mais de quinze metros. Tecnicamente não difere muito das anteriores. Sua planta combina uma estrutura semicircular junto a outra retangular. Abre-se em três entradas. Estas peculiaridades fazem que se pense a hipótese de que fosse um espaço destinado a um uso comunitário, mas a falta de mais evidências faz que esta possibilidade seja de muito difícil prova. Esta mesma dificuldade apresenta-se para formar uma ideia do sistema de cobrimento que teria já que não se encontraram os ocos de postes necessários para suportar o cobrimento de um espaço tão grande. Diferentes evidências indicam que a construção da estrutura foi feita deste jeito, descartando-se que sua planta fosse o resultado da união de duas construções erguidas individualmente.
- As relacionadas com o espaço habitacional mas com diferentes funções. As construções deste segundo grupo apresentam uma técnica mais pobre. Os muros do aterraçamento são de alvenaria muito mais irregular.

Do exterior da cabana circular parte para Norte um muro reto de aparelho muito similar ao da cabana voltando-se mais basto à medida que se afasta dela. Paralelo a este vai outro pelo lado ocidental, levantado com alvenaria muito pouco cuidada e que gira perto da cabana para a ocidente. Entre ambos os muros fica um corredor onde se conservam umas pedras a modo de degraus de basta feitura.
No limite setentrional do espaço escavado encontra-se um forte muro de alvenaria que alterna pedras de grande tamanho com pequenas, estendendo-se adaptando-se ao terreno formando uma leve curvatura. Corresponde a um muro de aterraçamento para habilitar um espaço habitacional que, por causa da erosão, tem desaparecido quase por completo.
Na zona norte-oriental do terreno escavado juntam-se a este muro principal restos de pequenos muros, de função desconhecida, e muretes esquinados a modo de reforço exterior. Neste lugar encontra-se a entrada a esta parte do povoado, pelo de agora não estudada.

### Estruturas defensivas
O setor Sudoeste do povoado apresenta um sistema defensivo composto por três fossos concêntricos com os seus respectivos parapeitos.
Por ora só se têm escavado o fosso e parapeitos mais interiores. São muitas as evidências neste lugar da existência de uma estrutura vertical junto ao fosso com uma função tanto defensiva como delimitadora do espaço habitacional. Porém não é possível por enquanto completar os dados suficientes para definir as características desta estrutura.
O fosso escavado imediato à possível muralha alcança quase os quatro metros de profundeza e foi aberto no saibro, substrato geológico nesse lugar.

### Achados materiais
- Cerâmica: Como sucede em todos os castros galegos, os pedaços cerâmicos constituem o grupo mais abundoso neste sítio. Aparecem muito fragmentados e dispersos. Apesar desta dificuldade reconstruíram-se vários grupos de pedaços, cujo estudo permitiu observar a presença de dois modelos básicos de vasilhas:

1. Recipientes de perfil sinuoso simples. A esta forma correspondem quase a totalidade dos recipientes documentados.
2. Vasilhas chãs de asas interiores.

Estes modelos básicos apresentam pequenas variações em grande medida como consequência de terem sido elaboradas de jeito manual. Ao mesmo tempo não se apreciam diferenças substanciais entre os restos cerâmicos das diferentes camadas.
Não se apreciam diferenças substanciais entre o conjunto de restos cerâmicos encontrados nos diferentes níveis.
1. A esta forma correspondem quase a totalidade dos recipientes documentados. Trata-se de copos de pequeno e mediano tamanho, de paredes levemente ovaladas e terminado num ombro apenas marcado ao qual segue um pescoço de diâmetro igual ao da base.
2. Esta segunda forma é muito mais escassa. As asas interiores colocam-se geralmente em vertical, embora também aparecessem alguns exemplos com  elas dispostas horizontalmente. Esta disposição, junto com os restos de “fuligem” pegada à sua superfície interior semelha indicar que foram expostas à ação direta do fogo.

As pastas de ambos os modelos são na imensa maioria fabricadas totalmente de jeito manual são muito bastas, composta por desengraxantes graníticos bastos, apreciando-se o uso de argilas locais.
Apresenta tonalidades majoritariamente de tons claros e meios. Semelham peças feitas para seu uso na cozinha frente de escassa presença das destinadas a armazenagem.
Conforme com a tradição da etapa inicial castreja uma muito pequena percentagem das peças apresenta decoração, sendo o lugar mais habitual o ombro. A técnica usada quase exclusivamente é a da incisão,  representando temas de tipo geométrico, como triângulos feitos com pontos ou linhas, reticulados, métopas com raiado interno. Apareceram em muita menor medida acanalados e linhas brunidas, e é quase testemunhal a presença das técnicas de impressão.
O conjunto semelha seguir uma clara tradição autóctone vinculada às produções de finais da Idade do Bronze, ate o de agora pouco conhecidas, seguindo uma tendência em outras zonas do mundo atlântico europeu com a permanência de formas cerâmicas de finais do Bronze Final durante os primeiros tempos da Idade do Ferro.
Encontram-se tipologias paralelas nos castros de Penalba, O Neixón, Penarrubia e em castros do Norte de Portugal como Coto da Pena.